# Carlos Valente
Carlos Alberto da Silva Valente (* 25. Juli 1948 in Setúbal; † 20. Juni 2024) war ein portugiesischer Fußballschiedsrichter.

## Sportlicher Werdegang
Valente debütierte Anfang der 1980er Jahre in der Primeira Divisão und rückte schnell zum FIFA-Schiedsrichter auf. Sein erstes A-Länderspiel pfiff er im Rahmen des WM-Turniers 1986 in Mexiko, als Frankreich sich in der Gruppenphase mit einem 3:0-Erfolg über Ungarn durchsetzte. Bei der Europameisterschaft der Frauen 1989 kam er unter anderem beim Finalspiel zum Einsatz, in dem Deutschland durch einen 4:1-Sieg über Norwegen erstmals den Titel gewann. Im folgenden Jahr gehörte er bei der Weltmeisterschaft 1990 erneut zu den Endrundenschiedsrichtern und leitete dabei zwei Spiele. 1994 beendete er seine aktive Laufbahn.
Valente kam auch auf nationaler Ebene mehrfach bei diversen bedeutenden Spielen zum Einsatz. Im Wettbewerb um die Taça de Portugal 1986/87 leitete er das von Benfica Lissabon mit 2:1 gegen Sporting Lissabon gewonnene Finalspiel sowie zwischen 1984 und 1993 vier Mal eines der Spiele um den portugiesischen Supercup.